# Патриарх Дамо
«Патриарх Дамо» (кит. трад. 達摩祖師, упр. 达摩祖师, пиньинь Dámó Zǔshī) — биографический фильм режиссёра Бренди Юня о первом патриархе китайского чань-буддизма Бодхидхарме. Также фильм известен под названием «Мастер Дзэн».

## Сюжет
Дхарма был третьим принцем и преемником на трон в одном из королевств Индии. Однако принц Дхарма посвятил себя буддизму, а не наследованию трона королевской семьи. Позже, Дхарма отправился в Китай, чтобы распространять учение Чань. Он прибыл в Шаолинь, где передал своё искусство ученикам. В Китае Дхарма стал известен под именем Дамо.